# Sân vận động Hữu nghị
Sân vận động Hữu nghị (tiếng Pháp: Stade de l'Amitié) là một sân vận động đa năng ở Cotonou, Bénin. Sân hiện đang được sử dụng cho các trận đấu bóng đá và cũng có các cơ sở cho điền kinh. Sân vận động có sức chứa 20.000 người.